# はしだのりひことヒポパタマス
はしだのりひことヒポパタマスは、1978年に結成されたフォークグループ。

## メンバー
- はしだのりひこ（ギター・ボーカル）
- 寺門一憲（ギター・ボーカル）
- 西条光四郎（コントラバス・ボーカル）

## ジャンル
- フォークソング

## 活動
1977年頃 あなたのメロディーにて、「嫁っこはいねえか」を歌唱。
1980年 「嫁っ子はいねえか」が、中村雅俊主演の銀河小説ドラマ「嫁っこはいねが」のOPになる。
1981年「僕らはレールウェイ」が「いい旅、チャレンジ20,000km」のキャンペーンソングとして、
「いい旅、ときめき本線」(フジテレビ系)鉄道クイズ番組のエンディング・テーマとして使われる。
なお、「いい旅、ときめき本線」は、「いい旅チャレンジ20,000km」の協賛番組であり、タイトルも正式には『いい旅、ときめき本線 〜チャレンジ20,000km〜』と副題が付いていた。

## ディスコグラフィー
1978年「嫁っこはいねえか」　
　作詞・作曲：佐々木善則 歌：はしだのりひこ
1981年
　A面「僕らはレールウェイ」
　作詞：石川 良/作曲：はしだ のりひこ・寺門 一憲/編曲：青木望
　B面「私の友達」
　作詞：小橋 洋司/作曲：はしだ のりひこ/編曲：青木 望